# Белецкий, Стефан
Стефан Бартломей Белецкий (пол. Stefan Bartłomiej Bielecki, псевдонимы: Друг, Приятель, Витольд Островский, Януский, Чеслав, Пётр; 20 апреля 1908 года, Ченстохова, Царство Польское — 5 сентября 1944 года, Варшава, Третий Рейх) — польский военнослужащий, подпольщик; участник Сентябрьской кампании и Варшавского восстания; узник концентрационного лагеря Аушвиц, сумевший совершить успешный побег. Воевал в составе Войска Польского, Тайной Армии Польской и Армии Крайовой.

## Биография

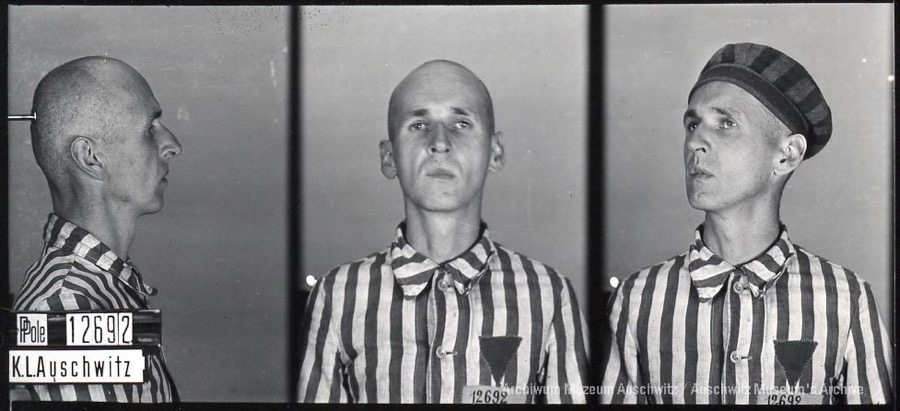
Заключённый 12692, Аушвиц, 6 апреля 1941 года

Родился в семье Люциана и Янины Белецких в Ченстохове. Выпускник IV-го Лицея им. Генрика Сенкевича. Окончил факультет гидротехники Варшавского политехнического университета, затем основал собственную строительную компанию.
Во время Сентябрьской кампании в качестве добровольца участвовал в Обороне Варшавы.
С конца 1939 года в подполье. Был офицером Генерального Штаба Тайной Армии Польской.
Арестован немцами в сентябре 1940 года. 5 апреля 1941 года переправлен в концлагерь Аушвиц (лагерный номер 12692). Бежал из лагеря 16 мая 1942 года.
Начальник 1-го отдела Штаба «Вахляж» с лета 1942-го. С конца 1942 года в контрразведке Штаба Армии Крайовой, 2-й отдел (информация и разведка).
2 августа 1944 года во время Варшавского восстания был тяжело ранен в районе улиц Простой и Товаровой. Отправлен в госпиталь, где перенёс операцию по ампутации стопы.
Погиб 5 сентября 1944 года во время налёта немецкой авиации в варшавском госпитале на ул. Бодуэна, 5.